# Extracció d'ADN
L'extracció d'ADN és el procés d'aïllar l'ADN de les cèl·lules d'un organisme, estretes d'una mostra, normalment una mostra biològica com ara sang, saliva o teixit. Implica obrir les cèl·lules, eliminar proteïnes i altres contaminants i purificar l'ADN perquè estigui lliure d'altres components cel·lulars. L'ADN purificat es pot utilitzar per a aplicacions posteriors com ara PCR, seqüenciació o clonació. Actualment, és un procediment rutinari en biologia molecular o anàlisis forenses. El primer aïllament de l'àcid desoxiribonucleic (ADN) es va fer l'any 1869 per Friedrich Miescher.
Aquest procés es pot fer de diverses maneres, segons el tipus de mostra i l'aplicació en direcció 3' (downstream), els mètodes més comuns són: lisi mecànica, química i enzimàtica, precipitació, purificació i concentració. El mètode específic utilitzat per extreure l'ADN, com l'extracció amb fenol-cloroform, la precipitació amb alcohol o la purificació a base de sílice.
Per al mètode químic, s'utilitzen molts paquets diferents per a l'extracció, i seleccionar el correcte estalviarà temps en els procediments d'optimització i extracció.
Hi ha molts mètodes diferents per extreure l'ADN, però alguns passos comuns inclouen:
1. Lisi: aquest pas consisteix a obrir les cèl·lules per alliberar l'ADN. Per exemple, en el cas de les cèl·lules bacterianes, es pot utilitzar una solució de detergent i sal (com ara SDS) per trencar la membrana cel·lular i alliberar l'ADN. Per a cèl·lules vegetals i animals, sovint s'utilitzen mètodes mecànics o enzimàtics.
2. Precipitació: un cop alliberat l'ADN, s'han d'eliminar proteïnes i altres contaminants. Això es fa normalment afegint un agent precipitant, com ara alcohol (com etanol o isopropanol) o una sal (com acetat d'amoni). L'ADN formarà una pastilla al fons de la solució, mentre que els contaminants romandran al líquid.
3. Purificació: després de precipitar l'ADN, normalment es purifica encara més mitjançant mètodes basats en columna. Per exemple, es poden utilitzar columnes de spin a base de sílice per unir l'ADN, mentre que els contaminants es renten. Alternativament, es pot utilitzar un pas de centrifugació per purificar l'ADN fent-lo girar fins al fons d'un tub.
4. Concentració: Finalment, la quantitat d'ADN present s'acostuma a augmentar eliminant qualsevol líquid restant. Això es fa normalment mitjançant una centrifugació al buit o un pas de liofilització (assecat per congelació).

Val la pena assenyalar que es poden utilitzar algunes variacions d'aquests passos en funció del protocol específic d'extracció d'ADN. A més, hi ha alguns paquets disponibles comercialment que inclouen reactius i protocols adaptats específicament a un tipus concret de mostra.